# 1963-as Formula–1 holland nagydíj
A holland nagydíj volt az 1963-as Formula–1 világbajnokság harmadik futama, amelyet 1963. június 23-án rendeztek meg a holland Circuit Park Zandvoorton.

## Futam
A holland nagydíjon Clark indulhatott a pole-ból. Mellőle Graham Hill, a második sorból pedig Bruce McLaren és Jack Brabham várhatta a futamot. Az első körökben nem változott az időmérő edzés sorrendje. A rajt után a skót megőrizte vezető helyét, csakúgy mint Hill, McLaren és Brabham is a saját pozíciójukat. Az új-zélandi korai kiesése után Brabham feljött a harmadik helyre, majd megelőzte Hillt. Kettejük, illetve a mögöttük autózó Surtees és Gurney között is csatározás folyt a jobb pozícióért. Miután Brabham váltóhiba miatt kiesett, Hill visszavette a korábban elvesztett második helyet, ám később az autó túlmelegedése miatt ki kellett állnia a boxba. Ezalatt Surtees és Gurney elékerült, de a 63. körben Surtees hibázott, így Gurney megelőzte. Hill visszaküzdötte magát, de még mielőtt sikerült volna megelőznie Gurneyt, a 70. körben motorhiba következtében feladni kényszerült a versenyt. Clark után a teljes mezőny körhátrányban ért célba. Gurney második, Surtees harmadik lett. Rajtuk kívül Innes Ireland, Richie Ginther és Ludovico Scarfiotti szerzett pontot. Az olasz élete első Formula–1-es nagydíját teljesítette, miután egy héttel korábban Lorenzo Bandinivel megnyerte a Le Mans-i 24 órás versenyt egy Ferrarival.
| Helyezés | Rajtszám | Versenyző               | Csapat/Motor   | Futott kör | Idő/Kiesés oka | Rajthely | Pont |
| -------- | -------- | ----------------------- | -------------- | ---------- | -------------- | -------- | ---- |
| 1        | 6        | Jim Clark               | Lotus-Climax   | 80         | 2h08:13,7      | 1        | 9    |
| 2        | 18       | Dan Gurney              | Brabham-Climax | 79         | + 1 kör        | 14       | 6    |
| 3        | 2        | John Surtees            | Ferrari        | 79         | + 1 kör        | 5        | 4    |
| 4        | 30       | Innes Ireland           | BRP-BRM        | 79         | + 1 kör        | 7        | 3    |
| 5        | 14       | Richie Ginther          | BRM            | 79         | + 1 kör        | 6        | 2    |
| 6        | 4        | Ludovico Scarfiotti     | Ferrari        | 78         | + 2 kör        | 11       | 1    |
| 7        | 36       | Jo Siffert              | Lotus-BRM      | 77         | + 3 kör        | 17       |      |
| 8        | 42       | Jim Hall                | Lotus-BRM      | 77         | + 3 kör        | 18       |      |
| 9        | 32       | Carel Godin de Beaufort | Porsche        | 75         | + 5 kör        | 19       |      |
| 10       | 8        | Trevor Taylor           | Lotus-Climax   | 66         | + 14 kör       | 10       |      |
| 11       | 28       | Jo Bonnier              | Cooper-Climax  | 56         | + 24 kör       | 8        |      |
| Ki       | 12       | Graham Hill             | BRM            | 69         | Túlmelegedés   | 2        |      |
| Ki       | 16       | Jack Brabham            | Brabham-Climax | 68         | Baleset        | 4        |      |
| Ki       | 10       | Chris Amon              | Lola-Climax    | 29         | Vízpumpa       | 12       |      |
| Ki       | 26       | Giancarlo Baghetti      | ATS            | 17         | Gyújtás        | 15       |      |
| Ki       | 24       | Phil Hill               | ATS            | 15         | Felfüggesztés  | 13       |      |
| Ki       | 22       | Tony Maggs              | Cooper-Climax  | 14         | Túlmelegedés   | 9        |      |
| Ki       | 20       | Bruce McLaren           | Cooper-Climax  | 7          | Váltóhiba      | 3        |      |
| Ki       | 34       | Gerhard Mitter          | Porsche        | 2          | Kuplung        | 16       |      |
| Vi       | 38       | Tony Settember          | Scirocco-BRM   |            |                |          |      |
| Vi       | 40       | Ian Burgess             | Scirocco-BRM   |            |                |          |      |

## Statisztika
Vezető helyen:
- Jim Clark: 80 kör (1–80).

Jim Clark 5. győzelme, 8. pole-pozíciója, 8. leggyorsabb köre, 3. mesterhármasa (pp, lk, gy)
- Lotus 10. győzelme.

Gerhard Mitter és Ludovico Scarfiotti első versenye.